# Tapso (Italia)

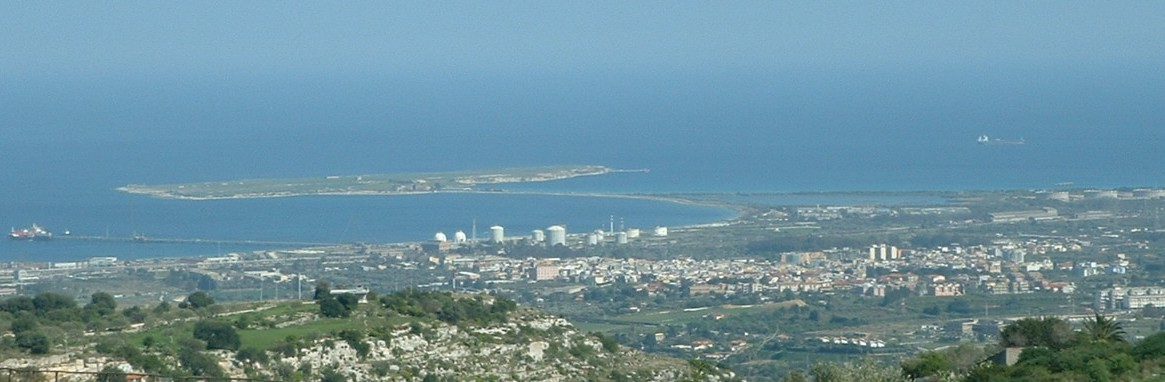
La península de Magnisi vista desde Melilli.

Tapso (Thápsos) es el nombre de uno de los más importantes yacimientos arqueológicos sicilianos. Está situado en la actual península de Magnisi, en el centro del golfo de Mégara Hiblea, entre Siracusa (a unos 12 km) y el golfo de Catania, en la comuna de Priolo Gargallo, en la provincia de Siracusa.
El historiador griego Tucídides dice que es una península con un estrecho istmo, a poca distancia por vía marítima y terrestre de Siracusa. Es el centro epónimo de la denominada cultura de Tapso, que en Sicilia oriental identifica la Edad del Bronce media. 

## Historia

Mapa de la Sicilia arcaica con la ubicación de Tapso, al este de la isla.

La cronología es aún discutida, pero parece que abarca desde la primera Edad del Bronce hasta el siglo VIII a. C., coincidiendo con la colonización griega de la Sicilia oriental.
Según Tucídides, hacia el año 729-728 a. C., Lamis, procedente de Mégara al frente de una colonia, después de formar por breve tiempo una comunidad con los calcideos de la polis de Leontinos, al ser rechazado por estos se estableció en Tapso, donde murió. Los que le acompañaban partieron bajo la dirección del rey sículo Hiblón, y en el territorio que les cedió fundaron Mégara Hiblea.
En el verano de 414 a. C., en el marco de la expedición a Sicilia para la conquista de Siracusa, el ejército ateniense al completo que había partido de Catania, fondeó sus naves en Tapso y desembarcaron su infantería en León, lugar que distaba 6 o 7 estadios de las Epípolas. Las fuerzas navales atenienses cerraron el istmo con una empalizada, y las terrestres se lanzaron al asalto de las Epípolas, ocupando el fuerte de Euríalo.

## Excavaciones y necrópolis
El yacimiento fue estudiado por los arqueólogos italianos, Saverio Cavallari y Paolo Orsi, a finales del siglo XVIII; y en los años 70 del siglo XIX por Giuseppe Voza y Luigi Bernabò Brea.
Existe una necrópolis subdividida en tres sectores, dos de ellas con tumbas en grutas artificiales, con cámaras sepulcrales, con planta circular excavada en la roca. Se pueden encontrar también cámaras sepulcrales que se caracterizan por sus vastas dimensiones, con forma de tholos, con cella circular y vestíbulo que servía de dromos, o sepulturas con nichos más o menos cuadrangulares y base perimetral en forma de banco donde el terreno es llano. En la zona central de la península se ha encontrado una necrópolis en una cueva con sepulturas ad enchytrismòs, donde los inhumados fueron posicionados, sin ajuar, en recipientes ovoidales (pithoi) y colocados en concavidades naturales de la roca.

## Asentamiento

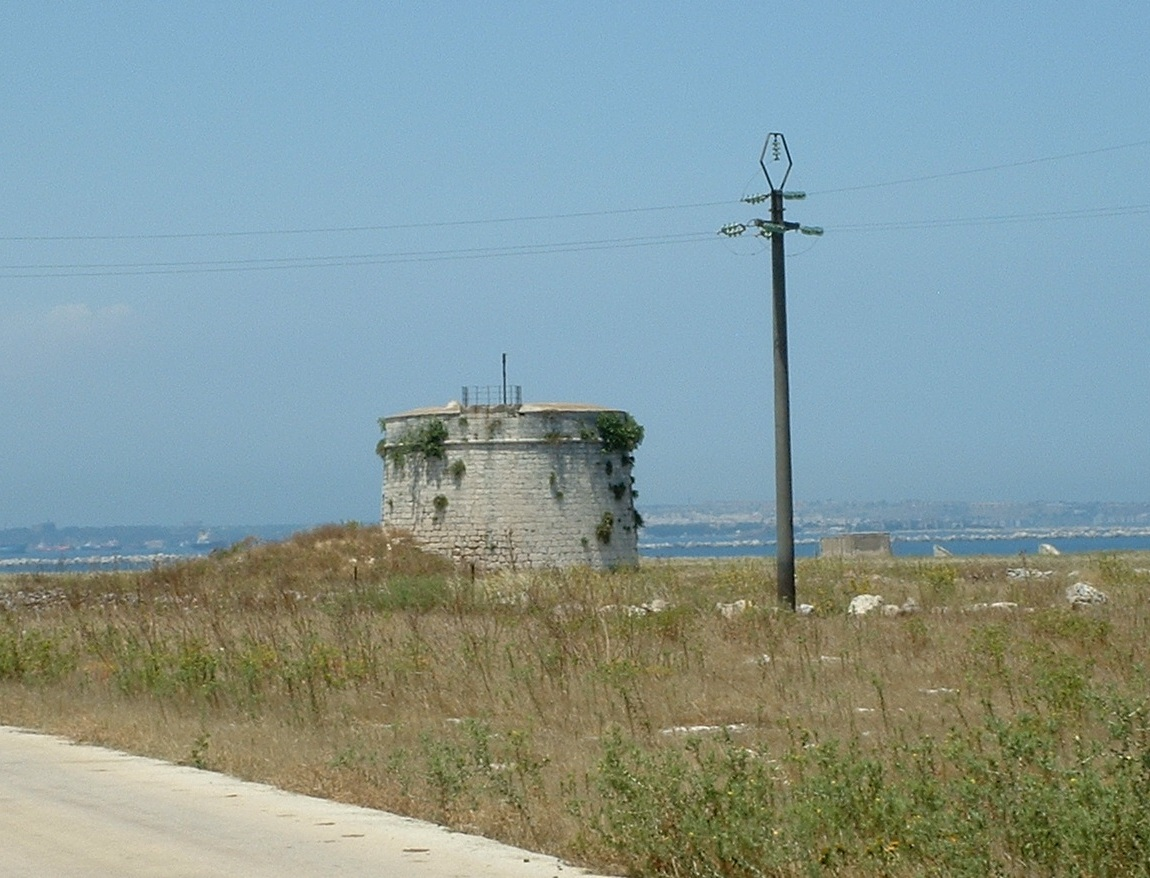
La Torre de Magnisi.

En cuanto al asentamiento, han sido localizadas las cimentaciones de las chozas en dos fases históricas. Las más antiguas con grandes chozas circulares y las más modernas con edificios rectangulares divididos en dos sectores con patios adoquinados.
El poblado más reciente presenta una clara disposición urbanística de tipo greco-micénico.
También han sido encontrados los restos de fortificaciones con torres semicirculares.

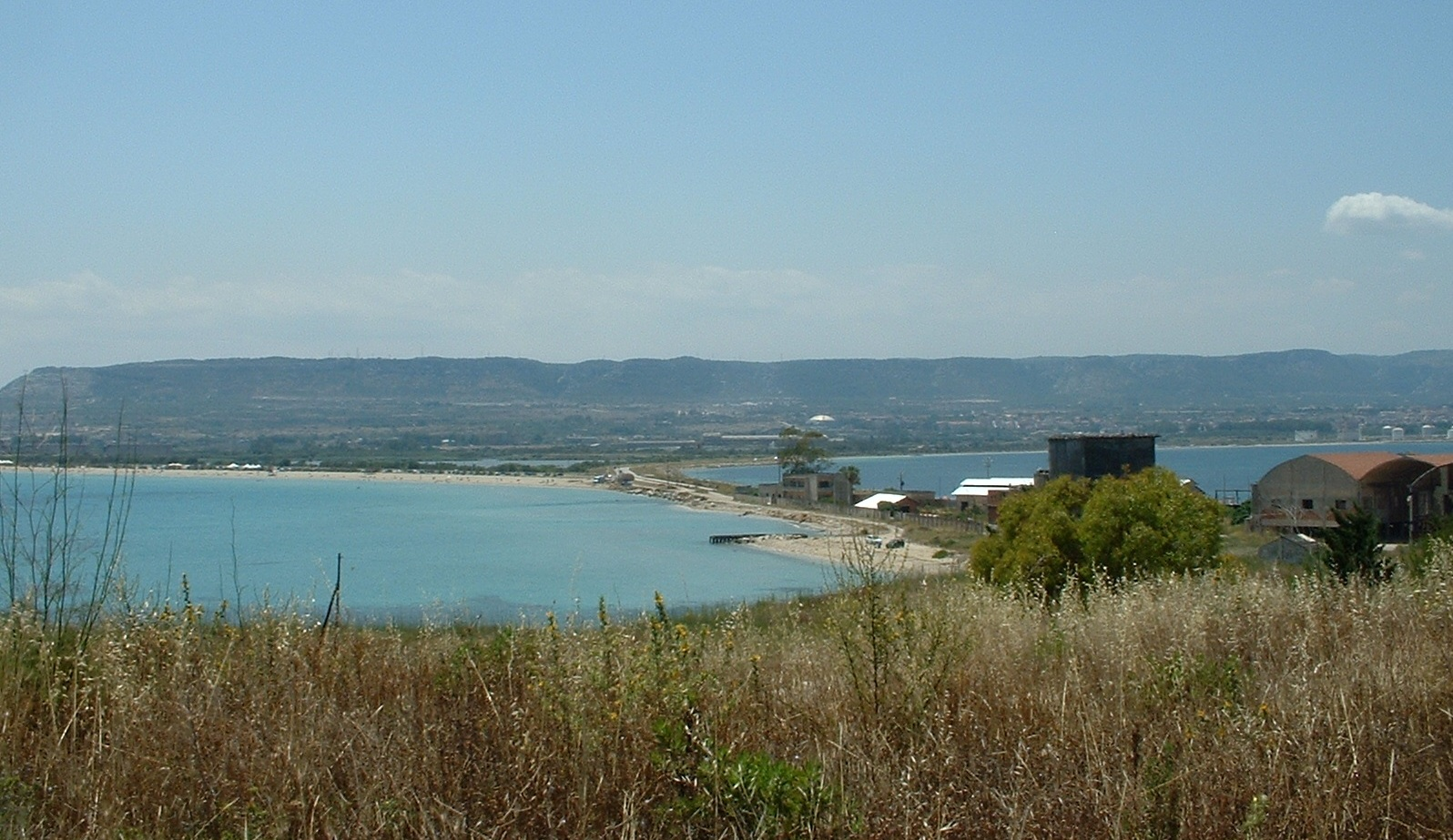
Vista del istmo que conecta Tapso a tierra firme.

El sitio arqueológico es particularmente importante por los hallazgos de origen micénico que demuestran las relaciones comerciales entre el Egeo y Sicilia. Tapso parece haber sido un verdadero emporio para el comercio en el Mediterráneo, como también demuestra el hallazgo de cerámica chipriota, micénica y maltesa.
Numerosos ejemplares de cerámica micénica están expuestos en el Museo Archeologico Regionale Paolo Orsi de Siracusa.
De particular interés es la Torre de Magnisi, estructura circular edificada entre finales del cinquecento y la primera mitad del siglo XVII.